# 善政院 (岐阜市)
善政院（ぜんせいいん）は岐阜県岐阜市鏡島にある阿弥陀如来を本尊とする浄土宗西山禅林寺派の寺院で、山号は照鏡山。美濃新四国45番札所である。
創建年は不詳であるが江戸時代には当地に所在し、往時は竹林に囲まれていたと伝わる。開基、開山は不明で、当地の有力な浄土宗寺院である立政寺の末寺である。
本堂の他に大師堂を備え、美濃新四国の札所寺院となっている。また、村の地蔵堂を管理し初地蔵と地蔵盆の際には供養が行われて柿と蜜柑を撒く柿撒きという行事が行われていた。